# Улица Коцоева (Владикавказ)

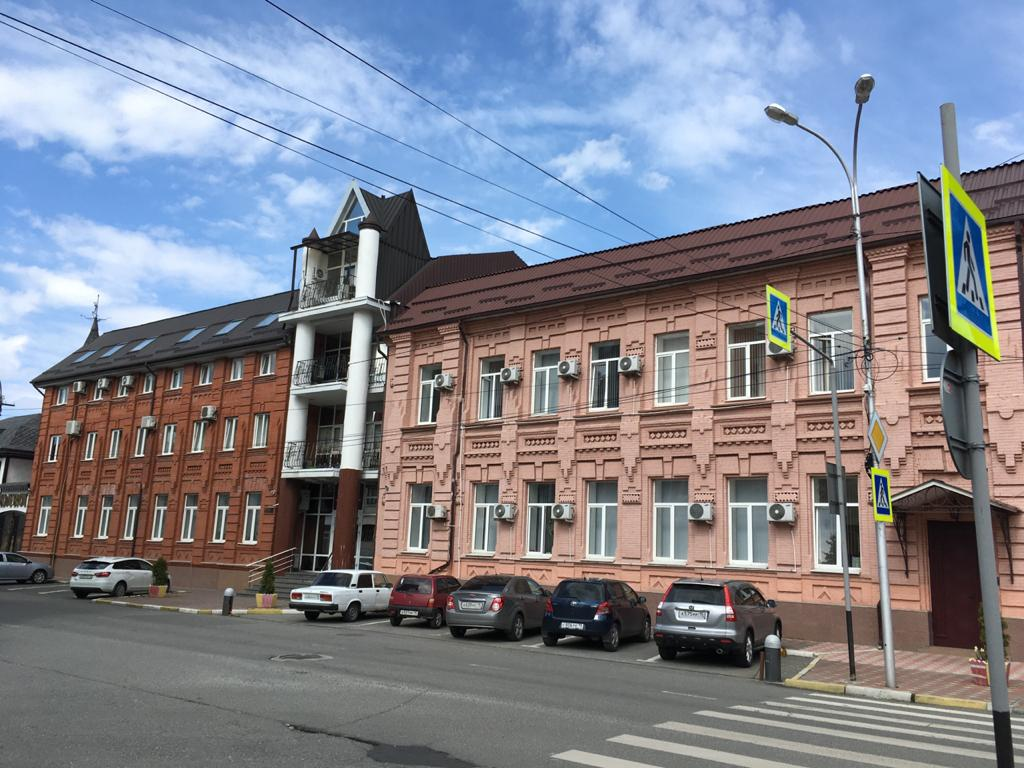
Коцоева, д. 24. Управление федерального казначейства по Республике Северная Осетия — Алания

Улица Коцо́ева — улица во Владикавказе (Северная Осетия, Россия). Улица располагается в Затеречном муниципальном округе Владикавказа между улицами Цомака Гадиева и Кирова. Начинается от улицы Цомака Гадиева.

## Расположение
Улицу Коцоева пересекают улицы Ларионова и Пашковского.
С чётной стороны улицы Коцоева начинаются улицы Мамсурова, Генерала Плиева, Митькина, Гикало, Дзержинского, Кубалова, Алагирская, Нальчикская, переулки Макаренко и Мамисонский.

## История
Названа в честь осетинского писателя Арсена Коцоева (1872—1944).
Улица образовалась в середине XIX века и впервые была отмечена как улица Надтеречная на карте «Кавказского края», которая издавалась в 60 — 70-е годы XIX века. Упоминается под этим же названием в Перечне улиц, площадей и переулков от 1911 и 1925 годов.
В 1908 году на улице была построена мечеть Мухтарова.
25 февраля 1947 года решением Исполкома Городского Совета народных депутатов улица Надтеречная была переименована в улицу Коцоева.
В советское время на улице были построены различные административные здания. В 1977 году была построена гостиница «Владикавказ», в 1981 году — Республиканская научная библиотека.
В 2004 году была восстановлена бывшая мельница братьев Лазариди, в которой в настоящее время находится ресторан «Куырой» (Мельница).

## Объекты
Памятники культурного наследия
- д. 13 — памятник архитектуры[5]. Бывший винно-водочный завод. Построен в 1901 году. Архитектор — Е. И. Дескубес. В настоящее время в здании находится отделение банка ВТБ.
- д. 17 — памятник истории[5]. Дом, где жили: в 1957—1968 гг. — революционер Дзахот Ильясович Каргиев и в 1954—1967 гг. — участник борьбы за Советскую власть Угалык Дахцикоевич Едзиев.
- д. 24 — памятник архитектуры[5]. В здании находится Управление федерального казначейства по Республике Северная Осетия — Алания.
- д. 62 — Мечеть Мухтарова. Построена в 1908 году. Памятник архитектуры федерального значения[5].
- д. 77 — памятник истории[5]. В этом доме в 1963—1967 гг. жил и умер заслуженный деятель искусств РСФСР и СОАССР, композитор Георгий (Заурбек) Николаевич Гуржибеков.
- д. 79 — памятник истории[5]. Дом, где жили и умерли: заслуженный деятель искусств СО АССР, композитор Татархан Ясонович Кокойти (в 1963—1980 гг.) и заслуженный деятель искусств Грузинской ССР художник-декоратор Таурбек Александрович Гаглоев (в 1963—1971 гг.), поэт Георгий Борисович Гагиев (в 1963—1985 гг.).
- д. 109 — памятник архитектуры[5].

Другие здания
- 29 — в этом доме с 1929 по 1944 год проживал осетинский писатель Арсен Коцоев[6].
- 43 — Республиканская научная библиотека
- Администрация Затеречного района
- Комитет по водному хозяйству по Республике Северная Осетия — Алания
- Северо-Осетинское отделение Сбербанка.
- Гостиница «Владикавказ»
- Ресторан «Куырой»

Другие объекты
- на углу с Нальчикской улицей находится Ворошиловский сквер (иное наименование — сквер Макаренко[7]), являющийся ботаническим памятником природы регионального значения (номер в реестре — № 1510151[8]).